# 都志見隆
都志見 隆（つしみ たかし、1958年12月27日 - ）は、日本の音楽プロデューサー、ソングライター、編曲家。本名は都志見 隆夫（つしみ たかお）。広島県広島市出身。オニオンブラザーズカンパニー所属。血液型はB型。

## 略歴
広島県広島市出身。広島県立廿日市高等学校在学中にバンドを組み、矢沢永吉の前座を務めた。
その後、研音にスカウトされ、「鈴木隆夫」の芸名でシンガーソングライターとしてデビューするも、出したシングルは全く売れなかった。
その後渡米、ブルックリン音楽大学で作曲を学んだ。帰国後正式に作曲家に転身し、多くの歌手に楽曲を提供している。
1989年、個人事務所「オニオンブラザーズカンパニー」を設立。音楽プロデューサーとして後進の育成にも力を注いでいる。
『忍者戦隊カクレンジャー』の主題歌は作曲のみならず、「トゥー・チー・チェン」（「都志見」の中国語読み）の名で自ら歌っている。当時はトゥー・チー・チェンの正体は伏せられていたが、「都志見ではないか」という説は当時からあり、後に自ら正体を明かしている。
放送作家でシンガーソングライターのあべあきらは中学校の先輩であり、矢沢永吉の前座を務めたという共通点がある。

## 音楽担当作品
- ビー・バップ・ハイスクール 高校与太郎行進曲（1987年）※埜邑紀見男との共作
- ビー・バップ・ハイスクール 高校与太郎音頭（1988年）※埜邑紀見男との共作
- 新宿純愛物語（1987年）※埜邑紀見男との共作
- もっともあぶない刑事（1989年）

## 自歌唱曲
- FINAL ROUND（1987年、『ビー・バップ・ハイスクール 高校与太郎行進曲』挿入歌）
- いつか旅した淋しさに - Lonely Night -（1987年、『ビー・バップ・ハイスクール 高校与太郎行進曲』挿入歌）
- Honestly begin to cry （1987年、『新宿純愛物語』挿入歌）
- Police de su （1987年、『新宿純愛物語』挿入歌）
- Everything you have is gone（1987年、『新宿純愛物語』挿入歌）
- For Our Justice（1988年、『ビー・バップ・ハイスクール 高校与太郎音頭』挿入歌）
- Stay（1988年、『ビー・バップ・ハイスクール 高校与太郎音頭』挿入歌）
- REASON TO LIVE（1989年、『ゴリラ・警視庁捜査第8班』挿入歌）
- シークレットカクレンジャー（1994年、『忍者戦隊カクレンジャー』オープニングテーマ、トゥー・チー・チェン（テゥ・チー・チェン[注釈 2]）名義）
- ニンジャ!摩天楼キッズ（1994年、『忍者戦隊カクレンジャー』エンディングテーマ、トゥー・チー・チェン名義）

## 楽曲提供

### あ行
- 相川恵里
  - Shyna Boy（1989年）
- 葵将貴
  - 悲しい迷路（2022年）
  - 横浜カフェテラス（2022年）
- アグネス・チャン
  - プロポーズ（2015年）
  - 淋しい羊は眠らない（2022年）
- 麻丘めぐみ
  - フォーエバー・スマイル（2020年）
- 浅香唯
  - Blue Horizon（1987年）
  - 不器用な天使（1998年）
- 麻倉未稀
  - 49%の関係（1986年）
  - Foolish Situation（1987年）
  - SU・TE・KI（1988年）
  - OCEAN BREEZE（1989年）
- 麻田華子
  - 好き♡嫌い（1988年）
  - キミがわかるよ（1988年）
  - Doubt!（1988年）
  - 魔法（1988年）
  - 真赤なプリテンダー（1988年）
- akemi
  - Keep On Dream（1991年）
  - Stardust Lovers（1991年）
  - True Love（1991年）
  - Don't toss in the towel（1991年）
  - Follow Wind（1991年）
- 浅野ゆう子
  - やぶれかぶれナイト（YUKO名義）（1982年）
  - やさしさに出会うまで（YUKO名義）（1982年）
  - NOMBRE NOIR～抱かれるままに（1985年）
- 安倍里葎子
  - 運命の女（2012年）
  - 今夜もしものストーリー（with 大沢樹生）（2012年）
- 荒木とよひさ
  - ラスト・サーファー ～友人S君へ～（2013年）
- Andrea Robinson
  - Heart-break Town（1988年）
- 池田政典
  - 太陽ははなさない（1989年）
- 石井明美
  - 上海 Rainy Blue（1988年）
  - 抱いてサンバ（1988年）
  - バラードは聞こえない（1988年）
  - Don’t（1990年）
  - ドアを開けて（1990年）
- 石川さゆり
  - おもちゃ（2003年）
- 石川秀美
  - 危ないボディ・ビート（1986年）
  - 野性の白（ブランシュ）（1986年）
  - クリスティーの恋（1986年）
  - 冬場面（1986年）
  - 哀愁にカタをつけろ（1987年）
  - 夜空にDing Dong（1987年）
- 石田ひかり
  - Lonely Lonely（1987年）
  - 一枚の写真（1988年）
  - 夢を責めないで（1988年）
  - 街角からDREAMIN’（1988年）
  - ハイヌーン・ファンタジー（1988年）
  - クリスタルの森で（1988年）
  - この海が恋人（1988年）
  - 遠い消印（1988年）
  - いっそRAINFALL（1988年）
  - Only conversation（1988年）
  - 悲しい月明り（1988年）
  - あなたがいい（1988年）
- 石嶺聡子
  - 涙はいらない（1996年）
  - Liberty Girl（1996年）
  - MY LOVE（1996年）
  - Asian Dream（1996年）
  - 秋の行方（1996年）
- 五木ひろし
  - 悲しみを駆けぬけて（1996年）
  - 生命があなたに（1996年）
  - 堕天の太陽（2011年）
- 伊東ゆかり
  - 愛はいりませんか（1997年）
- 稲垣潤一
  - VOYAGER（2002年・アルバム「稲垣潤一」）
- 井上あずみ
  - 幸せの階段（2018年）
- 岩城滉一
  - DAY BREAK〜夜明け前に〜（1988年）
  - GENTLY MORNING（1988 年）
- 岩崎良美
  - 硝子のカーニバル（1989年）
- ウインズ平阪
  - 笑ってください（2017年）
- 上間綾乃
  - ソランジュ（2013年）
  - はじめての海
  - 夏いちりん
  - オキナワのともだち
  - あなたには守ったものがある
- 岩田光央
  - 君なしで（2007年）
- 宇沙美ゆかり
  - 恋はDancing（1985年）※作詞も担当
  - 空気になりたい（1985年）
- 宇都美慶子
  - 誰にもわからない私の痛み（1995年）
  - あなたを幸せにしてあげたい（1995年）
- 梅沢富美男
  - 瞬間を止めて（2004年）
  - 綺麗な言葉で抱いて（2004年）
- ESCOLTA
  - たった一度のこの世界で（2008年）
  - ふたりに咲く花（2008年）
- Eden Kai
  - 家に帰ろうか（2018年）
- 江原啓之
  - 旅立ち（2007年）
- エンレイ
  - 私には歌がある（2015年）
- 大木綾子
  - あなたの歌になりたい（2021年）
  - さぁさ 日本を咲かせましょう（2021年）
- 太田貴子
  - Thanks（1989年）
  - GET TOMORROW（1989年）
- 大野幹代
  - 許して…（1993年）
- 岡田奈々
  - 坂の途中で（2019年）
- 小川範子
  - 思い出の向こうに（1996年）
- 尾崎紀世彦
  - 365回目の恋（1998年・劇団スーパー・エキセントリック・シアター第36回公演主題歌）
- 小高恵美
  - 早春の駅（1988年）
- 織田裕二
  - 歌えなかったラヴ・ソング（1991年）
  - 現在、この瞬間から（1991年）
  - 逆風（1991年）
  - Happy Birthday（1991年）
  - KODO-鼓動-（1992年）
  - 心に抱きしめて（1992年）
  - う・ね・り（1995年）
  - 思い出に吹かれて（1995年）
  - からっぽの砂時計（1996年）
  - Freedom（1998年）
  - Together（1999年）
- オルリコ
  - ひぐらしの坂（2010年）
  - 愛されていたい（2011年）

### か行
- 甲斐ゆたか
  - あんたの磯笛（2013年）
  - 越後の涙（2013年）
  - 白老（2014年）
  - 騙し舟（2016年）
  - 想い出横丁（2016年）
- 葛城ユキ
  - どじ…（1995年）
  - 性（さが）（1995年）
  - はじめて憎んだ愛だから（1996年）
  - 再会のキャロル（1996年）
- 加藤紀子
  - いつの日か（1993年）
- 門倉有希
  - 岸辺（2009年）
  - 海猫（2009年）
- 金子美香
  - ラフレンド（1987年）
  - ウェディング・ベルは聞こえない（1988年）
- 鎌田英子
  - 再会のJOKER（1987年）
  - Save Your Love（1987年）
- 華MEN組
  - 華やかに抱きしめて（2024年）
- 唐沢寿明
  - 2人のすべて（唐沢寿明＆樹木希林）（1995年）
  - 記念日（1995年）
  - 永遠の鼓動（1995年）
  - たった一人で悲しまないで（1995年）
  - SO HIP ”そこんとこよろしく”（1995年）
  - 僕に出来ること（1995年）
  - せつないキスは知っている（1995年）
  - 素直になれよ〜YES, MY LOVE〜（1995年）
  - 水平線の彼方に（1995年）
  - 今日も生きてる（1995年）
- 花耶
  - ヒヤシンス（2022年）
- 歌恋
  - 栞（2014年）
  - 愛が少しだけ（2014年）
- 河合奈保子
  - 眠る、眠る、眠る（1990年）
- 川上大輔
  - 鳥の歌（2018年）
  - シャボン玉の恋（2018年）
- 川越美和
  - 女神の瞳 ～Little Lullaby　（1989年）
  - Heart Express（1990年）
  - ヘプバーンのように（1990年）
- KAT-TUN
  - クロサンドラ（2019年） ※川口進と共同
- 川島みき
  - シンデレラたちの憂鬱（1988年）
  - Morning Side（1988年）
  - Real Time（1988年）
  - さよならの町へ舞い降りて（1988年）
- 川中美幸
  - いとしい人へ（1994年）
  - うたびと（2012年）
- 神崎まき
  - 二人なら…きっと（1994年）
  - 素直がいつもたりなくて（1994年）
  - 一緒にいたい（1994年）
- 菊池健一郎
  - S.S.A.W（1991年）
- KISS
  - 勝利への道（1994年）
- 北山みつき
  - 背中から抱きしめて（2014年）
  - ケ・セラ・セラ～魔法の言葉（2019年）
  - 明日の風に吹かれましょう（2019年）
- 木下結子
  - 百滝桜（2022年）
  - アカマンマ（2022年）
- 木原さとみ
  - 素顔のくちびる（1993年）
  - 星屑のフリータイム（1993年）
- King & Prince
  - Smiling Forever（2019年）（川口進と共作）
- 草地章江
  - Love Wing（1993年）
  - せつない想い（1993年）
  - ロマンスに秒読み（1994年）
- 工藤兄弟
  - もっと俺のそばにおいでよ（1992年）
- 工藤静香
  - Blue Rose（1994年）
  - Door（1994年）
  - 僕よりいい人と…（1994年）
  - Ice Rain（1994年）
  - Party （1994年）
  - Deadline（1995年）
  - Bloom（1995年）
  - virgin flight -1996-（1995年）
  - Venus（1995年）
  - 紫陽花（1996年）
  - Blue Zone（1999年）
- 倉沢淳美
  - 秋色ゼネレーション（1985年）※作詞も担当
  - 哀しいけど…Romance（1985年）※作詞も担当
- 桑江知子
  - 黄昏をワインに染めて（1990年）　
  - 恋をゲームにしないで（KUWAE&Mr.J）（1991年）
- Gail Lopata Lennon
  - WHERE DO YOU GO FROM HERE?（1989年）
- KEN-JIN BAND
  - dear（2001年）
- 研ナオコ
  - OFF（1992年）
  - ひとり遊び（1992年）
  - 涙が海になるくらい（1992年）
  - 悲しみよ声をかけないで（1992年）※作詞も担当
  - 迷子（1993年）
- 香西かおり
  - 口紅模様（2019年）
  - 絆唄～キズナウタ～（2019年）
- 香坂みゆき
  - 風にまかせて（2024年）
- 郷ひろみ
  - ナルシシスト（1990年）
  - 言えないよ（1994年）
  - 鏡のラビリンス（with 鈴木聖美）（1994年）
  - 逢いたくてしかたない（1995年）
  - 忘れられないひと（1995年）
  - どんなに君がはなれていたって（1996年）
  - Don't leave you alone（1996年）
  - こんなに好きなのに（1996年）
  - いつもそばに君がいた（1996年）
  - 1998年 君を愛していた（1998年）
  - 心のカギ（1998年）
- 合谷羊生
  - は・る・か（1994年）
- CoCo
  - ささやかな誘惑（1990年）
  - Live Version（1991年）
  - お願いHOLD ME TIGHT（1991年）
- 伍代夏子
  - 横濱エラヴィータ（2012年）
  - 江ノ電 -白い日傘-（2014年）
- 小林幸子
  - Ribbon（2003年）
  - 越後に眠る（2014年、作詞：なかにし礼 編曲：萩田光雄）
  - 星に抱かれて（2014年）
- 小林千絵
  - Story（1991年）
  - 終りにしましょう～END OF LOVE～（1991年）
- 小柳ルミ子
  - 貴方しかいない（1989年）
  - 心の中まで裸にされて（1996年）
- 小柳ルミ子・高山厳
  - 夜明けの伝言（1995年）
- 近藤真彦
  - プリーズ（1985年）
  - 純情物語（1986年）
  - 渚にて（1986年）
  - 夢少女－Dream Girl－（1986年）
  - 愛を抱きしめて（1986年）
  - KISS ME PLEASE（1987年） ※作詞も担当
  - BLUE JEAN BLUES（1988年）※作詞も担当

### さ行
- 西郷輝彦
  - 別れの条件（1993年）
  - 時に抱かれて（1995年）
  - 名画座（1995年）
  - オリオン急行（作詞：田久保真見 編曲：若草恵）（2011年）
  - 旅のあかり（作詞：喜多條忠 編曲：若草恵）（2012年、NHK『ラジオ深夜便』深夜便のうた）
- 西城秀樹
  - PEARL NECKLACE（1989年『リバーサイドで逢いましょう』収録曲)
- 斎藤工
  - ずっと…（2012年）※作詞も担当
- 酒井法子
  - Lonely Heartによろしく（1990年）
  - 接吻しないで（1996年）
  - 永遠のそばで ～あなただけに私だけに～（1996年）
- 坂本つとむ
  - しゃれにならねえ（2020年）
- 佐々木望
  - やっぱり恋だろう！（1989年）
  - 風のイニシャル（1989年）
  - エンドマークで恋は消せない（1990年）
  - Rainy Blue（1990年）
  - クロールで泳いでいこう（1990年）
  - いまさらFallin’ rain（1990年）
  - 満月のバイアブランカ（1990年）
  - 純情（1990年）
  - PARACHUTE（1990年）
  - ポケットの中の君へ（1990年）
  - 僕と君がいる場所　（1990年）
  - BE MY TABU（1991年）
  - 600（Six oh oh）（1992年）
- 佐々木秀実
  - 愛の詩（2023年）
  - カフェオーレ（2023年）
- 佐野有美
  - 歩き続けよう（2011年）
  - チャレンジしよう（2011年）
  - 恋する勇気（2011年）
  - チアリーダー（2011年）
  - お化粧したら（2011年）
  - 安心してね（2011年）
  - 精一杯生きて（2011年）
  - キミがいてボクがいる（2013年）
  - 風の応援（2013年）
  - 繋がっている（2013年）
- 沢田知可子
  - いつか思い出になるまで（2018年）
- 沢田正人
  - 傷つくダイヤモンド（2018年）
- 沢田美紀
  - 歌姫（2006年）
  - 3分間のメモリー（2006年）
- G･GRIP
  - 星屑たちのHEAVAN（1990年2月25日発売、『いけない女子高物語』挿入歌）
- 三條正人
  - 愛のぬけがら（1993年）
  - 落日ホテル（1993年）
- C.C.ガールズ
  - アンクレット（1993年）
- 椎名へきる
  - 攻撃は最大の防御（1995年）
- シブがき隊
  - 恋するような友情を（1988年）
- 島倉千代子
  - 銀の舟（1996年）
- 島崎和歌子
  - 弱っちゃうんだ（1989年）
  - ゼロのKISS（1989年）
  - 元気がソレを許さない（1989年）
  - 恋のピー・カー・ブー（1989年）
- 島津亜矢
  - 彼岸雪（1995年）
  - 小春日和（2002年）
  - 想い出よありがとう（2011年）
- 島田歌穂
  - 明日の夜から（1990年）※作詞も担当
  - ROSEY（1990年）※作詞も担当
  - ウィークエンド・レディ（1991年）
  - Romance（1992年）
- 清水宏次朗
  - おまえにONE WAY!（1985年）
  - クールファンタジー（1986年）
  - Kiss Your Lips（1986年）
  - ミッドナイト・コール（1986年）
  - ムーンライト・ダンシング（1986年）
- シャーリー・クァン
  - HEART BREAK（1989年）
- Sugar beat
  - 哀しいフォトグラフ（1991年）
- Julia Waters
  - LIKE IN A MOVIE（1989年）
- SHUNKAY
  - さよならが云えなくて（2000年）
  - 約束（2000年）
  - バージンラブ（2001年）
- 純子さん
  - もう一度…（2009年）
- 翔子
  - 夢中でいさせて～翔子のテーマ～（1987年）
- 少女隊
  - KISS THE PARADISE（1987年）
- 少年隊
  - グッバイ・カウント・ダウン（1987年）
  - ストレンジャー Go To The ストリート（錦織一清ソロ曲）（1987年）
- 白田あゆみ
  - 恋しくて（1987年）
  - Remember Me（1988年）
  - リトル…悲しみより深く（1988年）
  - クラスメイトには帰れない（1988年）　
  - LoveSongを消さないで（1988年）
- シンシア（南沙織）
  - 青空（1992年）
  - 愛をかさねて（1992年）
  - ちゃんと生きたらふざけてもいいんだよ－心から笑うために－（1993年）
  - 愛は一度だけですか（1996年）
  - 万華鏡（1996年）
  - あなたの胸で泣けるまで（2000年）
- 神野美伽
  - 酔守唄（1992年）
  - 心…静めて（1992年）
  - 泣き上手（2020年）
  - こころに灯す火があれば（2020年）
- 真矢
  - どんなに君を愛したか僕は今でも覚えてる（1997年)
- 杉本理恵
  - あなたのとなりを歩きたい（1993年）
- 杉山清貴
  - 何を見ても涙ぐむ（1994年）
  - SASSO（1994年）
  - ISLAND LETTERS（1994年）
- Skoop On Somebody
  - アンセリウム（2007年）
- 鈴木聖美
  - 突然（1993年）
  - あなたを待ちすぎて（1994年）
- 鈴木トオル
  - TOO MUCH LOVER（1991年）
  - 会わずにはいられない（1993年）
  - 花～“世界で一番”を君に…。～（1993年）
  - 約束（1995年）
  - 雨音を君が聴く日は…（1995年）
  - しあわせはどこにある（1996年）
- 鈴木ユカリ
  - 夢の降る街（1994年）
- スターボー
  - サマー・ラブ（1983年）※作詞も担当
- SMAP
  - 僕は君を連れてゆく（2003年）
- 瀬能あづさ
  - 悲しみを選んで（1991年）
- Sepia'n Roses
  - 君がいたHoly Night（1992年）
  - Tシャツで、よろしく（1992年）
- Zero
  - もう好きになってはいけない（2011年）
  - あなたがいてくれるから（2012年）
  - 落葉のノクターン（2012年）
- 仙道敦子
  - Don't Stop Lullaby（1986年、『セーラー服反逆同盟』挿入歌）※作詞も担当
  - 不安(Fu・a・ne)（1986年）※作詞も担当
  - PASSION（1987年、浅田飴「パッション」CMソング）
  - アメリカが見える街（1987年）
- 反町隆史
  - Forever（with Richie Sambora）（1997年、『ビーチボーイズ』主題歌）
  - NO PAIN NO GAIN（1997年）
  - GETTING MY WAY（1997年）
  - YES!（1997年）
  - 自分らしく（1997年）
  - 最後の言葉（1997年）
  - ひとり（1997年）
  - メッセージ（1997年）
  - ロイヤルミルクティー（1997年）
  - BELIEVE（1998年）
  - Lookin' for my dream（1998年）

### た行
- 大地真央
  - 今宵満月（1998年）
  - 星の器（1998年）
  - ララバイ（1998年）
- 高倉一朗
  - さらば…侍（2008年）
- 高橋真梨子
  - ブルースを聞かせて（1986年）※作詞も担当
  - 旅情（1987年）
  - 愛のプライド（1988年）
  - チャイナドレスでシルクロード（1989年）
  - Midnight Christmas Eve（1991年）
- 高橋リナ
  - 翼をひろげて（1992年）
  - リターン（1993年）
  - あの日の空（1993年）
- 高山厳
  - 鬼火（1995年）
  - 夕挽歌（2009年）
  - 花手紙（2011年）
- 宝ひとみ
  - 満月（1991年）
  - 本気ですか（1992年）
- 竹島宏
  - 禁じられた想い（2009年）
  - 月枕（2017年）
  - 生きてみましょう（2017年）
  - 風めぐり（2017年）
  - 霧雨のタンゴ（2017年）
  - 誘惑（2017年）
  - 生きてみましょう（2017年）
  - 恋町カウンター（2018年）
  - ほっといて（2018年）
  - 嘘つきなネコ（2018年）
  - スキャンダル（2018年）
  - 噂のふたり（2019年）
  - それは幻（2019年）
  - 思ひ人（2019年）
  - 夢の振り子（2019年）
  - さよならは言わせない（2019年）
  - 太陽と月のクローチェ（2019年）
  - なんで別れちゃったんだ（2019年）
  - はじめて好きになった人	（2020年）
  - 涙ひとりきり（2020年）
  - 向かい風 純情（2021年）
  - あなたと泣きたいから（2021年）
  - どうせ恋なんか（2021年）
- 武田鉄矢
  - 硬派（1992年）
- 谷本賢一郎 （ザ・ニュースペーパー）
  - ニュースペーパー! 一発逆転（2008年）
- 田原俊彦
  - Midnightを逃げろ（1988年）
  - 心からモノローグ（1988年）
  - 愛しすぎて（1989年）
  - ごめんよ 涙（1989年）（1989年、『教師びんびん物語II』主題歌）
  - BELIEVE（1989年）
  - “め”いっぱい純愛（1989年）
  - ただよって（1989年）
  - ひとりぼっちにしないから（1989年）
  - 愛してるじゃないか（1992年）
  - 男たちに乾杯（1993年）
  - しなやかな共犯（1993年）
  - それにしてもDARLIN'（1993年）
  - 背中合わせ～BACK TO BACK～（1994年）
  - カレイドスコープ（1994年）
  - 魂を愛が支配する（1995年）
  - エメラルドの碧に濡れた海（1995年）
  - あなたがこぼれる夜（1995年）
  - だったらどうする（1995年）
  - 優しい夢（1995年）
  - Act II（1995年）
  - 君も知っている（1995年）
  - 最高の恋人（1995年）
  - 神よ 男は…（1995年）
  - 君だけを守りたい（1995年）
  - 真夜中のワンコール（1996年）
  - 涙にさよならしないか（1999年）
  - いつも最初のキスみたいにやさしくキスしたい（1999年）
  - 連載小説（2004年）
  - Cordially（2009年）
  - 永遠の花を咲かせようか（2009年）
  - ときめきに嘘をつく（2016年）
  - そのとき愛がわかるんだ（2016年）
  - 好きになってしまいそうだよ（2019年）
  - Kissしちゃおう（2019年）
  - 愛だけがあればいい（2024年）
- Tamara Champlin
  - On The Run（1988年）
  - THERE OUGHTA BE A LAW（1988年）
- 田村英里子
  - 虹の島から（1990年）
  - 去年のドレスは似合わない（1990年）
  - イノセンス（1990年）
  - I Love Me（1992年）
  - めまい（1992年）
- 田山真美子
  - あの頃、ラスト・クリスマス （1989年）
  - Platinum国道（1990年）
  - 花束の涙（1990年）
- チョン･テフ
  - 帰れないふたり（2017年）
  - あの日のワイン（2017年）
  - 合鍵迷子（2018年）
  - レイン・ストーリー（2018年）
- 辻沢杏子
  - MISテイク（1985年）※作詞も担当
  - FAR AWAY～つれてって愛の国～（1985年）※作詞も担当
- 土田由美
  - 恐怖のヤッちゃん〜愛と抗争の日々（1987年、『恐怖のヤッちゃん』主題歌）
- 円谷優子
  - HELP（1988年）
  - 贈り物（1988年）
  - OH-NO（1988年）
  - ぜんぶ好き（1989年）
  - 希望（1989年）
- 天童よしみ
  - 赤い月の伝説（2009年）
  - 抱きしめないで瞳で抱いて（2013年）
  - 過ぎゆく時にただよいながら（2013年）
- 天童よしみ＆秋川雅史
  - 祭りばやしが聞こえたら（2013年）
- 土居裕子
  - ママが白鳥だった日（1990年、NHK『みんなのうた』で放送された楽曲）
- 当山ひとみ
  - 彼女にはわからない（1985年）
  - LET'S FALL IN LOVE（1985年）
  - CHEEK DANCE（1985年）
  - Anytime Anyplace（1986年）
  - IT'S NOT EASY（1987年、『妖獣都市』挿入歌）
  - ONLY ONE（1988年）
  - PRIVATE TIME（1989年）
- TOKIO
  - LOVE YOU ONLY（1994年）
  - 時代をよろしく!（1994年）
  - 明日の君を守りたい 〜YAMATO2520〜（1994年）
  - こんなに愛してるのに（1994年）
  - 素顔のままでアイ・ラヴ・ユー（1994年）
  - White X'mas Eve（1994年）
  - うわさのキッス（1995年）
  - 哀しみのBeliever（1995年）
  - ぼくの伯父さん〜My uncle is a nice guy〜（1995年）
  - SoKoナシLOVE（1995年）
  - JUST YOU, TAKE YOU〜君の瞳に溶けていく〜（1995年）
  - 好きさ 〜Ticket To LOVE〜
  - 彼女によろしく（1995年）
  - あの娘をさがして（1996年）
- とみたゆう子
  - サヨナラの理由（1992年）
- 寅谷リコ
  - 愛しい人よ（2022年）
  - 春の匂いが（2022年）

### な行
- 内藤やす子
  - 鴎〜グラロス〜（2004年）
- 中江有里
  - 月下の代償（2022年）
- 中嶋美智代
  - こ・ん・な女の子（1991年）
  - つめたいうわさ（1991年）
  - 青い夢をみてた（1991年）
  - 秋のひまわり（1991年）
  - とても小さな物語（1991年）
  - 思い出にもなれない(1992年)
  - ここにいるから（1992年）
  - 雨のスタジアム（1992年）
  - 泣いていいよ（1992年）
  - 昨夜テレビが…。（1992年）
  - きらわれないように（1992年）
  - 非常識なワニ〜ワニとキリンの愛のお話（1992年）
  - 木曜日（1993年）
- 中条きよし
  - つくづく一途（2018年）
  - 罪の味（2018年）
- 中西保志
  - 最後の雨（1992年、日本テレビ『日立 あしたP-KAN気分!』テーマソング）
  - 想い出を閉じこめて（1993年）
  - 君はせつない残酷（1993年）
  - ジェラシーの向こう側（1994年）
  - 夏の輪郭年（1994年）
  - 君のせいじゃない（1996年）
  - それでいいよ（1997年）
  - 愛っていったい（1998年）
  - 秋日傘（2015年、NHK『ラジオ深夜便』【深夜便のうた】）
- 中村あゆみ
  - I Can't Get You Off My Mind（1994年）
- 中村繁之
  - Do ファッション（1985年）
  - 雷魂（1986年）
  - KA-KE-O-CHIしようか（1986年）
- 仲村トオル
  - 傷だらけのHAPPINESS（1987年）
- 中村晴美
  - もう…地中海（1986年）
- 中村雅俊
  - 永遠にJUST A PAIN（1989年）
  - 闇の中のサファイア（1989年）
  - 伝言（1990年）
  - 絆（1990年）
  - ざっくばらん（1991年）
  - 誰よりも…（1992年、英会話のジオス CMソング）
  - ただ海が見たかった（1992年）
  - 星になるまで愛したい（1994年）
  - 傾く想い（1994年）
  - TRUE LOVER（1996年）
  - 涙を守りたい（1996年）
  - 晴れ晴れといこう（1998年）
  - 哀しい人　（1999年、『火曜サスペンス劇場』主題歌）
  - 心の地図（2000年）
  - あいつ（2001年）
  - 滑走（2005年）
  - 涙（2008年、木曜時代劇「オトコマエ!」主題歌）※作詞も担当
  - はじめての空（2015年）
  - 恵み（2015年）
  - ならば風と行け（2016年）
  - どこへ時が流れても（2017年）
  - まだ僕にできることがあるだろう（2017年）
  - だろう!!（2018年）
  - 千年樹（2018年）
- 中村由真
  - ジューン・ブライド低気圧（1988年）
- 中森明菜
  - SAND BEIGE -砂漠へ-（1985年）
  - 悲しい浪漫西（1985年）
  - LA BOHÈME（1986年）
  - 最後のカルメン（1986年）
  - TANGO NOIR（1987年）
  - CRYSTAL HEAVEN（1988年）
  - POISON LIPS（1988年）
  - Jive（1988年）
  - missed U（2002年）
- 中山美穂
  - Dear My Friends（1993年、アルバム『わがままな あくとれす』収録）
- NADJA
  - WISHFUL THINKING（1988年）
- 夏川りみ
  - 夕映えにゆれて（1999年）
  - 花になる（2000年）
- ナナムジカ ※は作詞・作曲・編曲全て担当。
  - アメノチハレ ※
  - UTAKATA（作詞のみ西島梢と共に担当）
  - 風よどこへ吹く ※
  - 七つの海
  - ひまわり
  - BLUE FOREST
    - 上記6曲はアルバム「ユバナ」（2006年）収録曲

  - 心音（2007年）※
- 成清加奈子
  - Sick Romantic（1985年）　※作詞も担当
- 新島弥生
  - ひとりじゃ帰れない（1993年）
- 西野妙子
  - 雨に消える涙は宝石（1991年）
  - ハイヒールJOKE（1991年）
  - 嘘つきピアス（1991年）
  - くすり指（1991年）
- 西村知美
  - きゃきゃきゃのきゃ（1988年）
- 西邑理香
  - 異国のフォトグラフ（1993年）
  - 好きだから 愛してるから（with COMING SOON！）（1993年）
  - 海より 空より（with COMING SOON！）（1994年）
- ニャンギラス
  - 夏が来れば（1986年）
  - ファースト・ダンスは渚で（1986年）
- 忍者
  - YAMATOネシアから愛を込めて（1992年）
  - 日本ブギ（1993年）
  - マリリンモンローのサングラス（1993年）
  - 夏のカーブ（1993年）
- 野田幹子
  - 彼のハートは夏でした（1992年）

### は行
- 畠田理恵（Rie）
  - 冬のひまわり（1993年）
- 原江梨子
  - サン・バーン（1986年）
- ビー・バップ・オールスターズ
  - ビー・バップ・ドリームス（1988年）
- BE-BOP社中
  - 高校与太郎音頭（1988年）
  - BE-BOP音頭（1988年）
- ビー・バップ・少年少女合唱団
  - ビー・バップ・パラダイス （仲村トオル・清水宏次朗・宮崎ますみ）（1986年）※作詞も担当
  - 高校与太郎哀歌（清水宏次朗・宮崎ますみ）（1986年）※作詞も担当
  - ビー・バップ・シンドローム （仲村トオル・清水宏次朗・宮崎萬純）（1987年）
  - BE-BOP DANCIN'（仲村トオル・清水宏次朗・宮崎萬純）（1987年）
- BEE PUBLIC
  - お前にハート・ビート（1986年）※
  - 夏・♂♀漂流記（1986年）※
  - SAYONARAは言わないで（1986年）※
  - パピヨン〜Good-bye girl〜（1986年）※
  - 二人のHappy Birthday（1987年）
  - 彼女（1987年）※
  - Mr.Rockin' Man（1987年）
  - Eおんな（1987年）※
  - シンシア（1987年）※
  - Bye Bye Summer（1987年）
  - Rio（1987年）
  - Teen Age Kids～ダウン・タウン物語～（1987年）
  - Lovers For Sale（1987年）
  - Jump（1987年）※
    - ※は作詞・作曲・編曲全て担当。
- 光GENJI
  - Dream-風に打たれて-（1988年）
  - 地球をさがして（1989年）
  - クリスタル・ユニヴァース（1989年）
  - セレナーデの時間（1989年）
  - NARITAI-NARENAI（1989年）
  - 夢のティンカーベル（1989年）
  - 水彩画（1990年）
  - 君を探して（1990年）
  - AMATERASU（1991年）
  - ガラス細工の宝物（1992年）
  - モナリザを探せ（1992年）
- 久川綾
  - メッセージ（1998年）
- 久松史奈
  - SUCCESS（1992年）
- Vikki Moss
  - IF YOU GOTTA RUN（1988年）
  - BOYFRIEND（1996年）
  - 恋愛云々（1997年）
  - EVERYTHING（1997年）
- 日高正人
  - やじろべえ（2006年）
- 一青窈
  - 影踏み（2005年）
- 日野美歌
  - 六本木バツイチ（1996年）
  - 世界で一番淋しい男（1996年）
- 平井堅
  - affair（2000年）
- 平山みき
  - 春日部慕情（1992年）
- ピンク・レディー
  - 不思議LOVE（1984年）※作詞も担当
- V6
  - 風を受けて〜Keep U goin’（2001年）
- 深津絵里
  - はじめてのリグレット（1990年）
- ブカブカ
  - 悲しみのゴジラ（1993年）[1]
  - 世界中のI Love You（1993年）
  - 負けるもんか!（1996年）
- 福岡文
  - Do You Wanna Do?（1991年）
- 福田八直幸
  - 千年花火（2020年）
- 福山憲三
  - 愛をくれよ（1994年）
  - あの頃の唄をもう一度（1994年）
- 古川雄大
  - Reading Book（2013年）
  - Heartless（2013年）
- Hey!Say!JUMP
  - Smile in Summer（2017年） ※川口進と共同
- Baby Boo
  - ごめんね…ありがとう（2017年）
  - 花が咲く日は（2017年）
  - 列車にのろうよ（2023年）
- 星美里
  - 夢色めまい（1990年）
  - たずね人（1990年）
- 本田理沙
  - INNOCENT～イノセント〜（1988年）

### ま行
- 前川清
  - 男と女の破片（1991年）
  - 夢一秒（1992年）
  - 星屑のシネマ（1992年）
  - 別れ曲でも唄って（1993年）
  - 羊たちの愛（1993年）
  - 悲しみの恋世界（1994年）
  - 流木（1994年）
  - 砂の愛（1995年）
  - とても哀しいBLUE（1997年）
  - 神戸（1998年）
  - 風の駅（1998年）
  - 大阪（2001年）
  - 霖霖と（2001年）
  - 夜間飛行（2003年）
  - 愛をもう一度（2003年）
  - おいしい水（2004年）
  - 赤い糸の伝説（2004年）
  - 哀しみの終りに（2012年）
  - しばらくはここにいよう（2012年）
  - 春の旅人（2012年）
  - 人生の小瓶－OH MY LOVELY DAY－（2012年）
  - 黄昏の匂い（2013年）
  - 駅舎－ターミナル－（2013年）
  - Smile〜ほゝえみ〜（2013年）
  - 胸の汽笛は今も（2021年）
- 前川清＆石川さゆり
  - 愛よ静かに眠れ（2013年）
  - グラスの中の恋人（2013年）
- 前川清&藤山直美
  - Love songが聴こえない（2008年）
- 前川清&クールファイブ
  - 哀しい街さTOKYO（2007年）
- 牧瀬里穂
  - 誰にも明日はやって来る（1995年）
- 増田恵子
  - FU・RI・NE（1985年）
- 真弓倫子
  - 片想いグラフィティー（1987年）
  - 9月のプロムナード（1987年）
  - 瞳のフラッシュ（1987年）
  - 黄昏のシャララ（シングル「アイ・ハード・ア・ルーマー」B面）（1987年）
- 真璃子
  - スターダスト（1991年）
  - 花咲く丘で（1993年）
- マルシア
  - 2番目（1995年）
- 三浦理恵子
  - 涙のつぼみたち（1991年）
  - 水平線でつかまえて（1991年）
  - 素敵なラビリンス（1991年）
  - Jokeにもならない恋（1992年）
  - 想い出がはじまる（1992年）
  - 神様からもらったチャンス（1992年）
  - 天使のいる渚（1993年）
- 美川憲一
  - 昔あなたを愛した（1996年）
- 美木良介
  - 愛が震えてる（1995年）
  - きっと許せやしない（1995年）
  - 愛してなんかいない（1996年）
- 未来-MIKU-
  - my great blue（2003年）　
  - 君がいた夏（2003年）
- 水野美紀
  - 素敵な身勝手（1992年）
  - 瞬間KISS（1992年）
- 宮沢りえ
  - ごきげんなHEART（1989年）
- 村井麻里子
  - 賢い選択（1992年）
  - SISTER（1992年）
- 森川美穂
  - 涙をいっぱいに目にためて（2018年）
  - 漂流夜行（2018年）
  - 足跡（2018年）
  - 偽証（2018年）
  - Moderato（2022年）
  - ことづて（2022年）
- 森田まゆみ
  - KissとあなたとI Love You（1985年）
- 森昌子
  - 子供たちの桜（2009年）　
  - 人生(ゆめ)を抱いて（2009年）
- 森光子
  - 本気はだめよ（1995年）
  - 哀しい女−Risky−（1995年）
- 森恵
  - もう一度ラブ・ストーリー（1988年）
- 森山良子
  - NAVIGATION（1990年）
- 諸岡ケンジ
  - Remember You
    - 作詞/関ユリヤ（関睦人）
- 諸岡菜穂子　
  - 真夏の快感（1992年）

### や行以降
- 矢尾一樹
  - 恋愛野蛮人
  - くちびる、貰います
    - 上記2曲はアルバム「YAO」（1986年）収録曲
- やしきたかじん
  - 泣いてもいいか（1992年）
  - 胸に降る雨（1992年）
  - 見えない糸（1993年）
  - JINX（1996年）
- 山口弘美
  - ショック！（1990年）
  - 夢盗人（1990年）
- 山口由子
  - ナターレ（1990年）
  - そして毎日あなたを思った（1994年）
- 山本ゆかり
  - 私 MAILUWA（1984年）※作詞も担当
  - ノン・タイトル（1984年）※作詞も担当
  - ギンギラ御嬢（1985年）※作詞も担当
  - HEARTをあけて…（1986年）
- 山本理沙
  - 11月の夏（1985年）
  - DANCEで傷つけて（1986年）
- 結城めぐみ
  - I KNOW YOU（1989年）
- 由紀さおり
  - わたしのうた （2013年）※松竹映画『くじけないで』主題歌
- ユン・サンヒョン
  - このまま気持ちさえ告げずに（2010年）※作詞も担当
- 吉田朋代
  - ふりそそぐ光の中（1994年）
  - 君に逢いたい（1994年）
  - A-HA-HA（1995年）
  - NO.NO. BE MY BOY（1995年）
- 米倉利紀
  - 慣れない肌（1993年）
  - Emergency（1994年）
  - Deep Motion（1995年）
- Liz Jackson
  - LIVIN' IT UP（1989年）
- Little Bach
  - 眠れぬ美女（1995年）
  - しびれるFACE（1995年）
  - ナイフの上で抱き合うのさ（1995年）
- リフラフ
  - 夢のエリア（1985年）
- 和田アキ子
  - YOU YOU YOU（1987年）
  - 抱擁（1987年、『極道の妻たちII』主題歌）
  - アレンジメント－Arrangement－（1990年）
  - LAST LOVE（1992年）
  - やじろべえ（1994年）

### アニメ・特撮
- キテレツ大百科（1988年）
  - うわさのキッス（エンディングテーマ　歌：TOKIO）
- 県立海空高校野球部員山下たろーくん（1988年）
  - TARO（オープニングテーマ　歌：橋本舞子）
  - ファインプレイに拍手を（エンディングテーマ　歌：橋本舞子）
- アイドル伝説えり子（1989年）
  - Unchained Heart（エンディングテーマ　歌：橋本舞子）
  - 雨のハイウェイ（挿入歌　歌：橋本舞子）
  - TRUE LOVE（挿入歌　歌：橋本舞子）
  - PRECIOUS DAYS（挿入歌　歌：橋本舞子）
- 機動戦士ガンダム0083 STARDUST MEMORY（1991年）
  - THE WINNER（オープニングテーマ　歌：松原みき）
- 花の魔法使いマリーベル（1992年）
  - 思い出にもなれない（エンディングテーマ　歌：中嶋美智代）
  - 思われている（エンディングテーマ　歌：中嶋美智代）
- ツヨシしっかりしなさい（1994年）
  - LOVE YOU ONLY（オープニングテーマ　歌：TOKIO）
- YAMATO2520（1995年）
  - 明日の君を守りたい 〜YAMATO2520〜（イメージソング　歌：TOKIO）
- 飛べ!イサミ（1995年）
  - 負けるもんか!（エンディングテーマ　歌：ブカブカ）
- ビーストウォーズメタルス 超生命体トランスフォーマー（1999年）
  - 千年のソルジャー（オープニングテーマ　歌：影山ヒロノブ）

## 編曲
- 亜咲花
  - 追想（2023年）[4]
- ナナムジカ
  - Ta-lila 〜僕を見つけて〜（2005年）
  - くるりくるり（2006年）
  - 僕達の舞台（2006年）
  - イキル（アルバム「ユバナ」（2006年））収録曲

### アニメ
- 機動戦士ガンダム0083 STARDUST MEMORY（1991年）
  - THE WINNER（作曲：都志見隆　編曲：萩田光男・都志見隆　唄：松原みき　ビクター音楽産業）